# Daniel Halangahu

a Compétitions nationales et continentales officielles uniquement.

b Matchs officiels uniquement.
Dernière mise à jour le 28 février 2021.
Daniel Kevin Halangahu, né le 6 mars 1984 à Belmont, est un joueur de rugby à XV australien évoluant au poste de demi d'ouverture. Depuis l'arrêt de sa carrière en 2016, il s'est reconverti comme entraîneur.

## Biographie
Il grandit dans Yass NSW, la petite ville située à 30 minutes en dehors de Canberra. Il est d'origine tongienne. Il a une sœur aînée Trish et un frère aîné qui est Atonio capitaine du club au Randwick District RFC.
Il commence à jouer au sein de l'école de rugby à XV de l'équipe du roi en 2002, qui a remporté le titre de GPS cette année.
En 2008, Halangahu est sélectionné pour l'Australie A pour participer à la Coupe des nations du Pacifique. Il dispute quatre rencontres et inscrit 23 points. Toutefois, les matchs de cette compétitions ne sont pas considérés comme des capes par la fédération australienne.